# Article 4 du traité sur l'Union européenne
 (décembre 2016).
Si vous disposez d'ouvrages ou d'articles de référence ou si vous connaissez des sites web de qualité traitant du thème abordé ici, merci de compléter l'article en donnant les références utiles à sa vérifiabilité et en les liant à la section « Notes et références ».
L’article 4 du traité sur l'Union européenne est un article introduit par le traité de Lisbonne concernant les relations entre l'Union européenne et ses États membres. Il établit divers principes tel que le principe d'attribution et le principe de coopération loyale.

## Disposition
« 1. Conformément à l'article 5, toute compétence non attribuée à l'Union dans les traités appartient aux États membres.
2. L'Union respecte l'égalité des États membres devant les traités ainsi que leur identité nationale, inhérente à leurs structures fondamentales politiques et constitutionnelles, y compris en ce qui concerne l'autonomie locale et régionale. Elle respecte les fonctions essentielles de l'État, notamment celles qui ont pour objet d'assurer son intégrité territoriale, de maintenir l'ordre public et de sauvegarder la sécurité nationale. En particulier, la sécurité nationale reste de la seule responsabilité de chaque État membre.
3. En vertu du principe de coopération loyale, l'Union et les États membres se respectent et s'assistent mutuellement dans l'accomplissement des missions découlant des traités. Les États membres prennent toute mesure générale ou particulière propre à assurer l'exécution des obligations découlant des traités ou résultant des actes des institutions de l'Union. Les États membres facilitent l'accomplissement par l'Union de sa mission et s'abstiennent de toute mesure susceptible de mettre en péril la réalisation des objectifs de l'Union. »

## Contenu

### Coopération sincère
Le principe de coopération sincère, anciennement appelé principe de loyauté, dispose que les États membres doivent appliquer le droit de l'Union européenne. L'obligation pèse alors sur les institutions des États membres, dont les organes judiciaires et législatifs. De plus l'obligation est positive (obligation de mise en œuvre) et négative (obligation de ne pas agir en contrariété avec les objectifs de l’Union).
En ce sens, la coopération sincère oblige les États à atteindre un résultat sans pour autant définir le mécanisme par lequel ce résultat doit être atteint afin de préserver l'organisation institutionnel des États membres.
Cette disposition connaissait toutefois des limites en droit pénal européen puisqu'elle n'imposait aux États membres que de ne pas appliquer leur droit pénal lorsque celui-ci était contraire à certaines dispositions, dont les règles du marché intérieur. Cette limite a pris fin en 2005 et 2007 quand la Cour de justice de l'Union européenne a rendu deux arrêts dans lesquels elle établissait que des obligations pouvaient être rendu applicable par le droit pénal.

## Sources